# 汪東城
汪東城（1981年8月24日—），台灣歌手、演員。以模特兒踏入演藝圈，是前男子偶像團體飛輪海的成員之一。2013年下半年，事業重心轉移至中國大陸。

## 早期生活
汪東城出生於臺北市，祖籍廣東南雄。家境清貧，父親是老來得子，他出生時父親已4、50歲，在他16歲時因病去世，留下他與無法工作的母親揹負800萬的債務，他當時就讀學費昂贵，還要花不少錢買美術用品，故他國中時期已經肩扛起家庭生活重擔，他為了養家和還貸款，四處工作，身兼多職，扮人偶、餐廳服務生、搬水泥、廣告模特、服裝店店員、做造型，試過一天要打3份工，但他曾表示也因此這樣讓自己養成獨立樂觀的性格。

## 職業生涯
先前跟著造型師到處跑試鏡，已累積了許多MV與廣告作品，曾經簽進3J計劃，預計與陳小春和周杰倫先後發片，在準備輪到汪東城時卻發生了911事件，唱片公司大裁員，發片的事情也跟著泡湯了。

### 2005年：以團體飛輪海身份出道
與炎亞綸、吳尊及辰亦儒組成華語男子組合飛輪海，代表季節為夏天。
飾演《終極一班》男主角—汪大東而爆紅。

### 2010年代
2010年6月9日推出第一本個人著作《梵谷與我──汪東城的字．畫．像》，2012年8月24日推出第一張個人專輯《你在等什麼》，入圍2013hito流行音樂獎--最受歡迎新人獎。
2013年自創東藝演藝經紀公司，並在2014年首度升格製作人，自製自演穿越喜剧《超級大英雄》，首次尝试古装造型；该剧于2015年在台灣中視及中国大陸騰訊视频播出。2014年和好友王友良一同開設公司東友，代理小丸子台灣版權。

### 2020年代
汪東城受邀體驗腾讯火影忍者手游，对火影忍者的人物和操作不熟悉，现场频频出错，引发中国大陆玩家辱骂。网友挖出汪東城以前言论，他把从云南回台湾称为回国，于是网友认为他“台独”。汪東城除对游戏一事道歉外，其律师事务所发出声明，强调汪東城是中國人，始终坚持一個中國原则。

## 音樂作品

### 專輯
| 發行日期      | 專輯名稱                                           |
| 2012年8月24日 | 《你在等什麼》：有「捍衛夢想版」與「守護愛情版」。 |

### 單曲
| 發行日期       | 歌曲/專輯名稱                                           |
| 2007年8月31日  | 《在水一方》（收錄自：終極一家電視原聲帶）              |
| 2007年8月31日  | 《嗚拉巴哈》（收錄自：終極一家電視原聲帶）              |
| 2013年6月4日   | 《約定(Promise)》(收錄自：原來是美男電視原聲帶)         |
| 2013年6月4日   | 《相信嗎》(收錄自：原來是美男電視原聲帶)                |
| 2013年6月4日   | 《半個人》(收錄自：原來是美男電視原聲帶)                |
| 2013年6月4日   | 《一生守候》(收錄自：原來是美男電視原聲帶)              |
| 2014年12月23日 | 《最溫柔的力量》（電視劇只因單身在一起片尾曲）          |
| 2014年12月30日 | 《專屬堡壘》（電影怨靈人偶主題曲）                      |
| 2015年         | 《妥協》(電視劇向著幸福前進片尾曲)                      |
| 2015年         | 《世界不會毀滅》(電視劇尋找北極光片尾曲)                |
| 2015年3月15日  | 《大英雄》(超級大英雄主題曲)                            |
| 2017年1月11日  | 《花開樹下》(網絡劇學院傳說之三生三世桃花緣推廣曲)      |
| 2017年2月22日  | 《与你Let's Go》(電視劇櫻桃小丸子片尾曲)                |
| 2017年4月11日  | 《傷心太平洋》(電影指甲刀人魔推廣曲)                    |
| 2017年4月28日  | 《英雄也會流淚》(手游大聖歸來主題曲)                    |
| 2017年7月23日  | 《Revenge》(动画全职高手特别篇OP)                       |
| 2018年3月21日  | 《動力向前Let's GO For it》 (特步奔跑節321)             |
| 2018年6月11日  | 《Flowery Song》(動畫暮光幻影主題曲)                    |
| 2018年8月16日  | 《妖精戀人》(動畫暮光幻影片尾曲)                        |
| 2018年12月7日  | 《Believe in Tomorrow》（英雄联盟：我的时代小说主题曲） |
| 2020年9月21日  | 《捨近求遠》（(台灣電視劇) 因為我喜歡你 片尾曲）        |

### 電視原聲帶
| 發行日期       | 專輯名稱                   |
| 2005年12月27日 | 《終極一班電視原聲帶》     |
| 2006年6月16日  | 《東方茱麗葉電視原聲帶》   |
| 2006年12月1日  | 《花樣少年少女電視原聲帶》 |
| 2007年8月31日  | 《終極一家電視原聲帶》     |
| 2009年2月16日  | 《愛就宅一起電視原聲帶》   |
| 2012年4月20日  | 《絕對達令電視原聲帶》     |
| 2013年6月4日   | 《原來是美男電視原聲帶》   |

### 其它音樂
| 發行日期      | 專輯名稱 |
|               | 《人間逃亡記》（未正式發表） |
| 2007年8月31日 | 合唱《嗚拉巴哈》(《終極一家》插曲） |
| 2008年        | 合唱《比較美好的世界》（四川大地震公益單曲），由華研歌手齊聚獻唱（動力火車、S.H.E、Tank、辰亦儒、汪東城、炎亞綸、林宥嘉、劉力揚、星光幫）、吳尊 |

## 演唱會
- 2013年5月31日 《AS I AM》日本大阪 大阪難波Hatch
- 2013年6月2日 《AS I AM》日本東京 日本橋三井大廳（午場&晚場）
- 2013年9月7日 《AS I AM》中國北京 北京奧體中心體育館
- 2013年11月23日 《東之魅》中國深圳 大運場館

## 影視作品

### 電視劇
| 年份   | 劇名           | 角色                                     | 性質                                                             | 备注                                                     |
| ------ | -------------- | ---------------------------------------- | ---------------------------------------------------------------- | -------------------------------------------------------- |
| 2003年 | 新麻辣鮮師     | 桑田                                     | 客串                                                             | 第17-18集                                                |
| 2003年 | 第8號當舖      | 劉育哲 林子強                            | 客串                                                             | 第52-54集 第100-116集                                    |
| 2005年 | 惡作劇之吻     | 金元豐                                   | 男二                                                             | 出道代表作                                               |
| 2005年 | 終極一班       | 汪大東 金元豐                            | 男主角 客串                                                      |                                                          |
| 2005年 | 驚異傳奇       | 羅賓遜                                   | 單元男主角                                                       |                                                          |
| 2006年 | 花樣少年少女   | 金秀伊                                   | 男二                                                             |                                                          |
| 2006年 | 熱情仲夏       | 哈里斯                                   | 其他角色                                                         |                                                          |
| 2007年 | 終極一家       | 夏蘭荇德·天 鬼龍 ZACK 汪大東             | 男主角 男配角 客串                                               | 演唱插曲《在水一方》、插曲《嗚拉巴哈》                   |
| 2007年 | 惡作劇2吻      | 金元豐                                   | 男二                                                             |                                                          |
| 2008年 | 翻滾吧！蛋炒飯 | 米麒麟                                   | 男主角                                                           |                                                          |
| 2009年 | 愛就宅一起     | Mars (莊俊男)                            | 男主角                                                           |                                                          |
| 2009年 | 終極三國       | 葉赫那啦·宇策（孫策） 汪大東 夏蘭荇德·天 | 客串(第14、15、26、47、48集) 客串(第1集) 客串(第53集:只出現聲音) |                                                          |
| 2009年 | 桃花小妹       | 史朗                                     | 男主角                                                           |                                                          |
| 2009年 | 阿鼻神盾       | 威廉斯                                   | 第二男主角                                                       |                                                          |
| 2011年 | 陽光天使       | Jiro                                     | 客串(第2、3和第5集)                                              |                                                          |
| 2012年 | 絕對達令       | 萬奈特                                   | 男主角                                                           | 演唱片尾曲《假装我们没爱过》、插曲《完美心跳》           |
| 2012年 | 姐姐立正向前走 | 尹森 (Eason)                             | 男主角                                                           | 演唱主题曲《我们的剧本》、片尾曲《我应该去爱你》         |
| 2012年 | 終極一班2      | 汪大東                                   | 男主角(前16集)、客串(30集)                                       | 演唱插曲《Feel Me》 入圍第48屆金鐘獎-節目行銷獎          |
| 2013年 | 幸福蒲公英     | 宋思瀚                                   | 客串(第37、38集)                                                 |                                                          |
| 2013年 | 原來是美男     | 黃泰京                                   | 男主角                                                           | 演唱主题曲《约定》、插曲《相信吗》《半个人》《一生守候》 |
| 2013年 | 終極一班3      | 汪大東                                   | 男主角                                                           |                                                          |
| 2014年 | 終極X宿舍      | 汪大東 鬼龍 夏蘭荇德·天                  | 客串                                                             |                                                          |
| 2014年 | 終極惡女       | ZACK炎王                                 | 客串                                                             |                                                          |
| 2015年 | 只因單身在一起 | 池博远                                   | 第二男主角                                                       | 演唱片尾曲《最温柔的力量》                               |
| 2015年 | 超級大英雄     | 洪西東（洪曉東）                         | 男主角                                                           | 演唱主题曲《大英雄》                                     |
| 2015年 | 尋找北極光     | 邹家龙                                   | 男主角                                                           | 演唱片尾曲《世界不会毁灭》，未上星                       |
| 2015年 | 極品女士第四季 | 汪總                                     | 客串(第7集)                                                      |                                                          |
| 2016年 | 終極一班4      | 汪大東                                   | 客串                                                             |                                                          |
| 2016年 | 半妖傾城第一季 | 幽遠                                     | 客串(第8集)                                                      |                                                          |
| 2017年 | 櫻桃小丸子     | 花輪                                     | 男主角                                                           | 演唱片尾曲《与我Let's Go》                               |
| 2017年 | 鎮魂街第一季   | 曹焱兵                                   | 男主角                                                           | 优酷自制，目前累计播放量破30亿                           |
| 2018年 | 北國英雄       | 顧照蟠                                   | 第五男主角                                                       |                                                          |
| 2018年 | 萌妃駕到       | 溫樓                                     | 男主角                                                           |                                                          |
| 2020年 | 因為我喜歡你   | 方至勝                                   | 演唱片尾曲《捨近求遠》                                           |                                                          |
| 2020年 | 做夢吧！晶晶   | 大叔男友                                 |                                                                  | 網絡短劇                                                 |
| 2024   | 愛心增加學院   | 客串                                     | 大東                                                             |                                                          |
| 2024   | 西夏死書       | 唐風                                     | 男主角                                                           |                                                          |
| 待播   | 我的健身教練   | 周乔                                     | 男主角                                                           |                                                          |

### 電影
| 年份   | 劇名                       | 角色                        | 性質     | 备注                   |
| 2011年 | 紫宅                       | 李毅                        | 男主角   | 演唱主题曲《替我》     |
| 2013年 | 我的男男男男朋友           | 鄭皓                        | 男主角   |                        |
| 2013年 | 我的美麗王國               | 凱文                        | 男主角   |                        |
| 2014年 | 我的播音系女友             | 白亮                        | 男主角   |                        |
| 2014年 | 怨靈人偶3D                 | 高一峰                      | 男主角   | 演唱主题曲《专属堡垒》 |
| 2014年 | 秘术                       | 梁忠                        | 男主角   |                        |
| 2016年 | 愛神箭                     | 周家豪                      | 客串     |                        |
| 2016年 | 呆呆計劃                   | 郝東東                      |          |                        |
| 2017年 | 坑爹遊戲                   | 宋楊                        |          |                        |
| 2017年 | 王牌保安<百貨戰警>Security | Johnny Wei                  | 配角     | 首部好萊塢電影         |
| 2018年 | 祖宗十九代                 | 火神 （页面存档备份，存于） | 客串     |                        |
| 2018年 | 大轟炸                     | 林少白                      | 特別演出 |                        |
| 2020年 | 干将莫邪                   | 干将                        | 網絡電影 |                        |
| 2025年 | 黑白潛行2                  | 蘇萬                        | 網絡電影 |                        |

### 微電影
| 年份    | 電影名稱 | 角色   | 性質   | 备注                                      |
| ------- | -------- | ------ | ------ | ----------------------------------------- |
| 2012 年 | 看见     | 汪東城 | 男主角 | 获第三届中国国际微电影节 最佳公益微电影奖 |
| 2015 年 | 青春未央 | 陆洋   | 男主角 |                                           |

## 綜藝
| 年分 | 全員加速中                 | 嘉賓          |
| ---- | -------------------------- | ------------- |
| 2013 | 綜藝大國民                 | 主持人        |
| 2022 | 這就是 潮流                | 嘉賓          |
|      | 娛樂百分百                 | 嘉賓          |
| 2020 | 追光吧 哥哥                | 固定嘉賓      |
| 2021 | 吐槽大會                   | 嘉賓          |
| 2010 | 百萬小學堂                 | 嘉賓          |
| 2016 | 透鮮滴星期天               | 嘉賓          |
| 2022 | 你好星期六                 | 嘉賓          |
| 2024 | 今晚開放麥                 | 第二季4期嘉賓 |
|      | 快樂大本營                 | 嘉賓          |
| 2021 | 金牌喜劇班                 | 嘉賓          |
| 2006 | 康熙來了                   | 嘉賓          |
| 2015 | 冲上云霄                   | 嘉賓          |
| 2015 | 精彩好生活                 | 主持人        |
|      | 燃烧吧小宇宙               | 嘉賓          |
| 2018 | 噓星聞                     | 嘉賓          |
| 2020 | 花花萬物第三季             | 嘉賓          |
| 2024 | 快手一千零一夜老鐵聯歡晚會 | 嘉賓          |
| 2024 | 小芒2024年禮節             | 嘉賓          |
| 2023 | 2023最美的夜bilibili·晚會  | 嘉賓          |
| 2019 | 天天向上                   | 嘉賓          |
| 2015 | 前往世界的盡頭             | 嘉賓          |
| 2015 | 瘋狂的麥咭第二季           | 嘉賓          |
| 2014 | 一年級·小學季              | 嘉賓          |
| 2014 | 瘋狂的麥咭第一季           | 嘉賓          |
| 2013 | 音樂風雲榜                 | 主持人        |
| 未知 | [V] Power                  | 主持人        |
| 未知 | 流行 in house              | 主持人        |
| 2012 | 百分百遊戲王               | 嘉賓          |
| 2022 | 星星的約定                 | 嘉賓          |
| 2020 | 明星健身房                 | 嘉賓          |
| 2007 | 女人我最大                 | 嘉賓          |
| 2021 | 花花萬物2                  | 嘉賓          |
| 2021 | 花花营业中 第一季          | 嘉賓          |
| 2022 | 廈門衛視閩南語跨年歌會     | 嘉賓          |
| 2017 | 言值大作戰                 | 嘉賓          |
| 2021 | 接招吧前辈                 | 嘉賓          |
| 2012 | 王子的約會                 | 嘉賓          |
|      | 无限偶像直播               | 飛行導師      |
| 2007 | 王牌大眼睛                 | 嘉賓          |
| 2015 | 小燕之夜                   | 嘉賓          |
| 2010 | 我猜我猜我猜猜             | 嘉賓          |
| 2009 | 综艺大哥大                 | 嘉賓          |
| 2013 | 完全娱乐                   | 嘉賓          |
| 2016 | 来吧冠军                   | 嘉賓          |
| 2024 | 胶个朋友                   |               |

### 紀錄片
- 2015年 《宵夜》成都篇

### 音乐录影带(MV)
- 汪東城 - 替我(《紫宅》電影主題曲）、假裝我們沒愛過（八大電視劇《絕對達令》片尾曲）、你在等什麼、我應該去愛你、Feel Me、像你、我們的劇本、專屬堡壘、捨近求遠、動力向前、約定、相信嗎、半個人、一生守候
- 飛輪海 - 我有我的Young、夏雪、愛到、找幸福給你、一個人流浪、2月30號見、出口、出神入化、不會愛、小小大人物、為你存在、心裡有數、明日香、Stay With You、Treasure、越來越愛、寂寞暴走、留下來、默默、孤單摩天輪、最佳聽眾、Only You、恆星、歡樂節拍123、太熱、心疼你的心疼、守護星、SEXY GIRL、誤會、超喜歡你Love you lots、第一口的快樂、很安靜、Mr.Perfect
- 孔令奇 - 哈過頭
- 張震嶽 - 冬天下午的太陽
- Makiyo - 還給你
- 張惠妹 - 記得
- FIR飛兒樂團 - Fly Away
- 梁靜茹 - 分手快樂（合唱版）
- 劉若英 - 開始的那句話
- TANK - 給我你的愛（八大電視劇《終極一班》片尾曲）、如果我變成回憶(與任容萱合拍)、陽光美眉、終極一班（八大電視劇《終極一班》片頭曲）
- S.H.E+飛輪海 -謝謝你的溫柔、新窩、酸甜
- Hebe+飛輪海-只對你有感覺
- 劉力揚 - 眼淚笑了
- 卓文萱 - 永不消失的彩虹（中視八大電視劇《翻滾吧!蛋炒飯》片尾曲）、中視八大電視劇lalala愛情密碼（《翻滾吧!蛋炒飯》插曲）、瘋了瘋了中視八大電視劇(《翻滾吧!蛋炒飯》插曲)、愛情魔法衣中視八大電視劇〈《翻滾吧!蛋炒飯》插曲)
- 華研群星 - 比較美好的世界
- 1931 - 我@你
- 曾沛慈 - 不過失去了一點點 （页面存档备份，存于）、多年後(不過失去了一點點mv的延續)

### 電視動畫
- 2018年：暮光幻影（片頭曲「Flowery Song」）[6]

## 配音作品
- 櫻桃小丸子：來自義大利的少年 Andrea(粵語版配音)

## 書籍作品

### 著作
- 2010年6月9日 《梵谷與我──汪東城的字．畫．像》

### 團體著作
- 2007年6月20日  《飛輪海寫真集:海角一樂園》
- 2009年4月22日  《飛輪海in日本》 - 汪東城的“秋葉原宅男旅行團”
- 2009年9月3日  《原點．飛輪海》 - 汪東城——《永不完結的搖滾樂章》

## 节目主持
- channel V流行In House 外景主持人
- 2004年        channel V V Power 幕後花絮主持人
- 2010年        華視 綜藝大國民
- 2012年3月30日 蘋果娛樂新聞 代班主播(與辰亦儒聯合主持)

## 獎項

### 大型頒獎禮獎項
| 年份 | 獎項 |
| ---- | --- |
| 2010 | - 華娛衛視—亞洲十大紅人獎 |
| 2011 | - 樂視盛典—港台年度最佳跨界藝人獎 |
| 2012 | - 蒙牛酸酸乳音樂風雲榜－年度最受歡迎歌手獎 - COSMO美容大獎－年度魅力造型大獎 - 音乐风云榜新人盛典－年度最受欢迎歌手獎 - 金微国际微电影节－最佳励志题材奖                                                    |
| 2013 | - 蒙牛绿色心情中国TOP排行榜－港台地区年度最佳新人獎 - eTV 十大巨星-第七名 |
| 2015 | - 亚洲影响力东方盛典－亚洲影响力全能艺人獎 - 第10屆韓國亞洲模特兒盛典－亞洲明星獎 - 香港新城國語力頒獎典禮 - 新城國語力歌曲獎《專屬堡壘》、新城國語力熱播冠軍歌曲大獎《專屬堡壘》、新城國語力亞洲人氣偶像獎 |
| 2017 | - 中国电影时尚影响力盛典－全能藝人大獎 |

## 外部連結
- 汪東城的Facebook專頁
- 汪東城的Instagram帳戶
- 汪東城的新浪微博
- 汪東城的快手帳戶
- 汪東城在时光网上的簡介（简体中文）
- 汪東城在香港影庫上的簡介